# Тароменане
Тароменане — неконтактный народ, проживающий на территории национального парка Ясуни, на востоке Эквадора. Вместе с народом тагаери составляют две последние этнические группы Эквадора, проживающие в добровольной изоляции. Считается, что этот народ отдалённо родственен народу ваорани. Численность тароменане, всё ещё ведущих кочевую жизнь в сельве, оценивается примерно в 150—300 человек.
Последнее время тароменане находятся в опасности из-за разработки нефтяных месторождений и нелегальных лесозаготовок в регионе. В феврале 2008 года 5 представителей племён тагаери и тароменане были убиты нелегальными лесорубами.